# Jiří Zamastil
Jiří Zamastil (8. srpna 1927 – 22. května 1983) byl československý hráč ledního hokeje a fotbalu.

## Klubové statistiky
| Sezona     | Klub                       | Soutěž     | Základní část | Základní část | Základní část | Základní část | Základní část | Play off | Play off | Play off | Play off | Play off |
| Sezona     | Klub                       | Soutěž     | Z             | G             | A             | B             | TM            | Z        | G        | A        | B        | TM       |
| ---------- | -------------------------- | ---------- | ------------- | ------------- | ------------- | ------------- | ------------- | -------- | -------- | -------- | -------- | -------- |
| 1950–51    | Slavia Pardubice           | TCH        | 11            | 4             | 0             | 4             | —             | —        | —        | —        | —        | —        |
| 1951–52    | Slavia Pardubice           | TCH        | 10            | 5             | 0             | 5             | —             | —        | —        | —        | —        | —        |
| 1952–53    | ZJS Zbrojovka Spartak Brno | TCH        | 17            | 5             | 0             | 5             | —             | —        | —        | —        | —        | —        |
| 1953–54    | Rudá hvězda Brno           | TCH        | 15            | 13            | 7             | 20            | —             | —        | —        | —        | —        | —        |
| 1954–55    | Rudá hvězda Brno           | TCH        | 17            | 5             | 4             | 9             | —             | —        | —        | —        | —        | —        |
| 1955–56    | Rudá hvězda Brno           | TCH        | 18            | 3             | 4             | 7             | —             | —        | —        | —        | —        | —        |
| 1956–57    | Rudá hvězda Brno           | TCH        | 5             | 1             | 1             | 2             | —             | —        | —        | —        | —        | —        |
| 1957–58    | Rudá hvězda Brno           | TCH        | 17            | 3             | 3             | 6             | —             | —        | —        | —        | —        | —        |
| 1958–59    | ZJS Zbrojovka Spartak Brno | TCH        | 22            | 6             | 0             | 6             | —             | —        | —        | —        | —        | —        |
| 1959–60    | ZJS Zbrojovka Spartak Brno | TCH        | 22            | 3             | 0             | 3             | —             | —        | —        | —        | —        | —        |
| 1960–61    | ZJS Zbrojovka Spartak Brno | TCH        | 29            | 7             | 0             | 7             | —             | —        | —        | —        | —        | —        |
| TCH celkem | TCH celkem                 | TCH celkem | 183           | 55            | 19            | 74            | —             | —        | —        | —        | —        | —        |

## Fotbalová kariéra
Společně s dalším fotbalovo-hokejovým obojživelníkem Bronislavem Dandou začínal v Pardubicích. Po vojně v pražské Dukle (tehdy ATK) přišel v roce 1952 do Brna, ale nejprve do židenické Čafky, kde odehrál jedinou prvoligovou sezonu v historii tohoto klubu. Po roce přestoupil do Rudé hvězdy, kde čtyři sezony patřil k nejlepším střelcům týmu ve druhé lize. V nejvyšší soutěži ale už stihl jen 9 zápasů, na jaře 1959 odešel do Zbrojovky (tehdy Spartak ZJŠ Brno).
Hrál 2. ligu za RH Brno (1953–1956, 33 branek), v sezoně 1957/58 si připsal za Rudou hvězdu 9 prvoligových startů, v nichž vstřelil 3 branky. Od roku 1958 hrál za Spartak ZJŠ Brno. V roce 1948 dvakrát nastoupil za reprezentační B-tým, neskóroval.
Kluby: Pardubice, ATK Praha, MEZ Židenice, RH Brno, Spartak Brno ZJŠ, Spartak ČKD Blansko.

## Ligová bilance (fotbal)
| Ročník                                     | Zápasy | Góly | Klub         |
| ------------------------------------------ | ------ | ---- | ------------ |
| Celostátní československé mistrovství 1950 | 15     | 4    | ATK Praha    |
| Mistrovství československé republiky 1951  | 6      | 3    | ATK Praha    |
| Mistrovství československé republiky 1952  | 14     | 2    | MEZ Židenice |
| 1. československá fotbalová liga 1957/58   | 9      | 3    | RH Brno      |
| CELKEM                                     | 44     | 12   |              |